# Gabriele Korb
Gabriele Korb (* 1962 in Koblenz) ist eine deutsche Juristin. Von Mai 2018 bis April 2023 war sie Präsidentin des Bundesamtes für Ausrüstung, Informationstechnik und Nutzung der Bundeswehr (BAAINBw) in Koblenz.

## Leben
Korb war von 1993 bis 2023 in der Bundeswehrverwaltung tätig. Zunächst war sie 1993 Referentin im Referat ZA IV 4 „Personalbearbeitung höherer technischer Dienst; vergleichbare Angestellte, Auslandsdienst“ im damaligen Bundesamt für Wehrtechnik und Beschaffung (BWB), welches später in Bundesamt für Ausrüstung, Informationstechnik und Nutzung der Bundeswehr (BAAINBw) umbenannt wurde. Es folgten weitere Referentinnentätigkeiten im BWB, im Bundesministerium der Verteidigung (BMVg) in Bonn sowie von Juli 1997 bis August 1998 im Kanzlerbüro im Bundeskanzleramt unter Helmut Kohl. Später wurde sie Referatsleiterin im BWB und Leiterin des dortigen Präsidialbüros sowie der Pressestelle. Es folgte eine erneute Referentinnenverwendung im BMVg und mehrere Teamleiterverwendungen im BWB. Von September 2005 bis April 2009 war Korb Leiterin des Leitungsstabes des BWB und im Anschluss bis September 2012 Servicebereichsleiterin Z1 („Organisation, Sicherheit, allgemeine Verwaltungsangelegenheiten, Innerer Dienst, Reisemanagement“) im BWB bzw. nach dessen Reorganisation Gruppenleiterin Z1 im BAAINBw mit dem gleichen Aufgabenbereich. Vom 26. Januar 2015 an war sie Stellvertretende Amtschefin und Geschäftsführende Beamtin des Luftfahrtamtes der Bundeswehr.
Vom 1. Mai 2018 bis zum 15. April 2023 war Korb Präsidentin des BAAINBw in Koblenz. Korb war damit die erste Frau an der Spitze dieser Bundesoberbehörde. Ende März 2023 entschied Verteidigungsminister Boris Pistorius, Korb von diesem Amt zu entbinden und in den einstweiligen Ruhestand zu versetzen. Nachfolgerin wurde ihre Stellvertreterin Annette Lehnigk-Emden.